# Don Givens
Pour les articles homonymes, voir Givens.
Daniel « Don » Givens (né le 9 août 1949 à Limerick, Irlande) est un footballeur irlandais.

## Biographie
Attaquant des Queens Park Rangers dans les années 1970, il a aussi joué pour Manchester United, Luton Town, Birmingham City, AFC Bournemouth, Sheffield United et Neuchâtel Xamax. 
Il compte 56 sélections en équipe d'Irlande entre 1969 et 1982 et a marqué 19 buts (dont un quadruplé contre la Turquie).
À la fin de sa carrière, il devient entraîneur de Neuchâtel Xamax avant de prendre en charge l'équipe des jeunes d'Arsenal puis les moins de 21 ans irlandais.
En 2002, il effectue une courte transition au poste d'entraîneur de l'équipe d'Irlande A entre Mick McCarthy et Brian Kerr, à l'occasion d'un match contre la Grèce. De même, lors des éliminatoires de l'Euro 2008, après la démission de Steve Staunton, Don Givens coache l'équipe "A" de son pays pour le dernier match au Pays de Galles (2-2).

## Sources
- (en) Stephen McGarrigle, The Complete who's who of Irish international football : 1945-1996, Edimbourg, Mainstream Publishing, octobre 1996, 237 p. (ISBN 1-85158-894-9), p. 80-81